# خانه قربانعلی بیات‌پور
خانه قربانعلی بیات پور مربوط به دوره قاجار است و در شیراز، بازارچه حاج زینل، کوچه فیض، پلاک ۶ واقع شده و این اثر در تاریخ ۱۰ خرداد ۱۳۸۲ با شمارهٔ ثبت ۸۷۰۴ به‌عنوان یکی از آثار ملی ایران به ثبت رسیده است.